# Grand Prix Japonii 2016
Grand Prix Japonii 2016 (oficjalnie 2016 Formula 1 Emirates Japanese Grand Prix) – siedemnasta eliminacja Mistrzostw Świata Formuły 1 w sezonie 2016. Grand Prix odbyło się w dniach 7–9 października 2016 roku na torze Suzuka International Racing Course w mieście Suzuka.

## Lista startowa
Źródło: Wyprzedź Mnie!
| Nr | Kierowca          | Zespół                        | Samochód               | Silnik                         | Opony |
| -- | ----------------- | ----------------------------- | ---------------------- | ------------------------------ | ----- |
| 3  | Daniel Ricciardo  | Red Bull Racing               | Red Bull RB12          | TAG Heuer 1.6T V6              | P     |
| 5  | Sebastian Vettel  | Scuderia Ferrari              | Ferrari SF16-H         | Ferrari 059/5 1.6T V6          | P     |
| 6  | Nico Rosberg      | Mercedes AMG Petronas F1 Team | Mercedes F1 W07 Hybrid | Mercedes PU106C Hybrid 1.6T V6 | P     |
| 7  | Kimi Räikkönen    | Scuderia Ferrari              | Ferrari SF16-H         | Ferrari 059/5 1.6T V6          | P     |
| 8  | Romain Grosjean   | Haas F1 Team                  | Haas VF-16             | Ferrari 059/5 1.6T V6          | P     |
| 9  | Marcus Ericsson   | Sauber F1 Team                | Sauber C35             | Ferrari 059/5 1.6T V6          | P     |
| 11 | Sergio Pérez      | Sahara Force India F1 Team    | Force India VJM09      | Mercedes PU106C Hybrid 1.6T V6 | P     |
| 12 | Felipe Nasr       | Sauber F1 Team                | Sauber C35             | Ferrari 059/5 1.6T V6          | P     |
| 14 | Fernando Alonso   | McLaren Honda                 | McLaren MP4-31         | Honda RA616H 1.6T V6           | P     |
| 19 | Felipe Massa      | Williams Martini Racing       | Williams FW38          | Mercedes PU106C Hybrid 1.6T V6 | P     |
| 20 | Kevin Magnussen   | Renault Sport Formula 1 Team  | Renault R.S.16         | Renault RE16 1.6T V6           | P     |
| 21 | Esteban Gutiérrez | Haas F1 Team                  | Haas VF-16             | Ferrari 059/5 1.6T V6          | P     |
| 22 | Jenson Button     | McLaren Honda                 | McLaren MP4-31         | Honda RA616H 1.6T V6           | P     |
| 26 | Daniił Kwiat      | Scuderia Toro Rosso           | Toro Rosso STR11       | Ferrari 059/4 1.6T V6          | P     |
| 27 | Nico Hülkenberg   | Sahara Force India F1 Team    | Force India VJM09      | Mercedes PU106C Hybrid 1.6T V6 | P     |
| 30 | Jolyon Palmer     | Renault Sport Formula 1 Team  | Renault R.S.16         | Renault RE2016 1.6T V6         | P     |
| 31 | Esteban Ocon      | Manor Racing MRT              | Manor MRT05            | Mercedes PU106C Hybrid 1.6T V6 | P     |
| 33 | Max Verstappen    | Red Bull Racing               | Red Bull RB12          | TAG Heuer 1.6T V6              | P     |
| 44 | Lewis Hamilton    | Mercedes AMG Petronas F1 Team | Mercedes F1 W07 Hybrid | Mercedes PU106C Hybrid 1.6T V6 | P     |
| 55 | Carlos Sainz Jr.  | Scuderia Toro Rosso           | Toro Rosso STR11       | Ferrari 059/4 1.6T V6          | P     |
| 77 | Valtteri Bottas   | Williams Martini Racing       | Williams FW37          | Mercedes PU106C Hybrid 1.6T V6 | P     |
| 94 | Pascal Wehrlein   | Manor Racing MRT              | Manor MRT05            | Mercedes PU106C Hybrid 1.6T V6 | P     |
| Nr | Kierowca          | Zespół                        | Samochód               | Silnik                         | Opony |

## Wyniki

### Sesje treningowe
Źródło: Wyprzedź Mnie!
| Sesja | Nr | Kierowca     | Konstruktor | Czas     | Okr. |
| ----- | -- | ------------ | ----------- | -------- | ---- |
| 1     | 6  | Nico Rosberg | Mercedes    | 1:32,431 | 24   |
| 2     | 6  | Nico Rosberg | Mercedes    | 1:32,250 | 35   |
| 3     | 6  | Nico Rosberg | Mercedes    | 1:32,092 | 14   |

### Kwalifikacje
Źródło: Wyprzedź Mnie!
| Poz. | Nr | Kierowca          | Konstruktor          | Q1       | Q2       | Q3       | Poz. s. |
| --- | --- | ----------------- | -------------------- | -------- | -------- | -------- | ------- |
| 1 | 6 | Nico Rosberg      | Mercedes             | 1:31,858 | 1:30,714 | 1:30,647 | 1       |
| 2 | 44 | Lewis Hamilton    | Mercedes             | 1:32,218 | 1:31,129 | 1:30,660 | 2       |
| 3 | 7 | Kimi Räikkönen    | Ferrari              | 1:31,674 | 1:31,406 | 1:30,949 | 8       |
| 4 | 5 | Sebastian Vettel  | Ferrari              | 1:31,659 | 1:31,227 | 1:31,028 | 6       |
| 5 | 33 | Max Verstappen    | Red Bull–TAG Heuer   | 1:32,487 | 1:31,489 | 1:31,178 | 3       |
| 6 | 3 | Daniel Ricciardo  | Red Bull–TAG Heuer   | 1:32,538 | 1:31,719 | 1:31,240 | 4       |
| 7 | 11 | Sergio Pérez      | Force India–Mercedes | 1:32,682 | 1:32,237 | 1:31,961 | 5       |
| 8 | 8 | Romain Grosjean   | Haas–Ferrari         | 1:32,458 | 1:32,176 | 1:31,961 | 7       |
| 9 | 27 | Nico Hülkenberg   | Force India–Mercedes | 1:32,448 | 1:32,200 | 1:32,142 | 9       |
| 10 | 21 | Esteban Gutiérrez | Haas–Ferrari         | 1:32,620 | 1:32,155 | 1:32,547 | 10      |
| 11 | 77 | Valtteri Bottas   | Williams–Mercedes    | 1:32,383 | 1:32,315 | –        | 11      |
| 12 | 19 | Felipe Massa      | Williams–Mercedes    | 1:32,562 | 1:32,380 | –        | 12      |
| 13 | 26 | Daniił Kwiat      | Toro Rosso–Ferrari   | 1:32,645 | 1:32,623 | –        | 13      |
| 14 | 55 | Carlos Sainz Jr.  | Toro Rosso–Ferrari   | 1:32,789 | 1:32,685 | –        | 14      |
| 15 | 14 | Fernando Alonso   | McLaren–Honda        | 1:32,819 | 1:32,689 | –        | 15      |
| 16 | 30 | Jolyon Palmer     | Renault              | 1:32,796 | 1:32,807 | –        | 22      |
| 17 | 22 | Jenson Button     | McLaren–Honda        | 1:32,851 | –        | –        | 16      |
| 18 | 20 | Kevin Magnussen   | Renault              | 1:33,023 | –        | –        | 17      |
| 19 | 9 | Marcus Ericsson   | Sauber–Ferrari       | 1:33,222 | –        | –        | 18      |
| 20 | 12 | Felipe Nasr       | Sauber–Ferrari       | 1:33,332 | –        | –        | 19      |
| 21 | 31 | Esteban Ocon      | MRT–Mercedes         | 1:33,353 | –        | –        | 20      |
| 22 | 94 | Pascal Wehrlein   | MRT–Mercedes         | 1:33,561 | –        | –        | 21      |
| Poz. | Nr | Kierowca          | Konstruktor          | Q1       | Q2       | Q3       | Poz. s. |
| \| Legenda \| Legenda \| \| ------------------------ \| ---------------------------------------------------------------------------------------------------------------------------------------------------------------------------------------------------------------------------------------------------------------- \| \| Poz. Nr Q1 Q2 Q3 Poz. s. \| Pozycja zajęta w sesji kwalifikacyjnej Numer startowy kierowcy Wynik uzyskany w pierwszej części kwalifikacji Wynik uzyskany w drugiej części kwalifikacji Wynik uzyskany w trzeciej części kwalifikacji Pozycja startowa po uwzględnięniu kar, przesunięć, itp. \| | |                   |                      |          |          |          |         |
| Legenda | |                   |                      |          |          |          |         |
| Poz. Nr Q1 Q2 Q3 Poz. s. | Pozycja zajęta w sesji kwalifikacyjnej Numer startowy kierowcy Wynik uzyskany w pierwszej części kwalifikacji Wynik uzyskany w drugiej części kwalifikacji Wynik uzyskany w trzeciej części kwalifikacji Pozycja startowa po uwzględnięniu kar, przesunięć, itp. |                   |                      |          |          |          |         |

### Wyścig

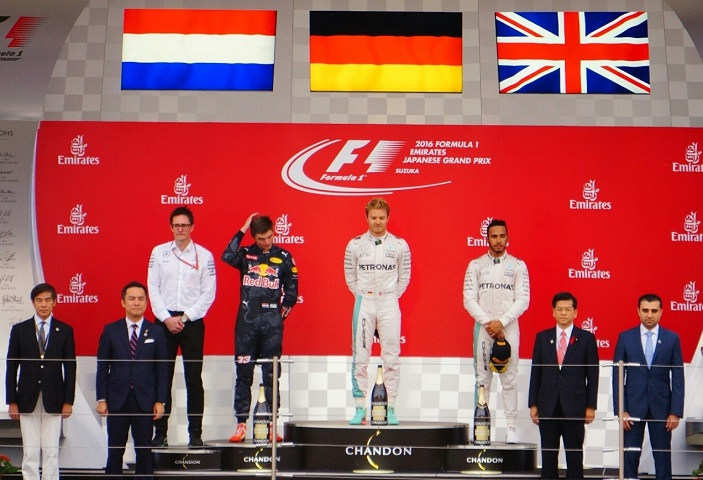
Max Verstappen, Nico Rosberg i Lewis Hamilton na podium

Źródło: Wyprzedź Mnie!
| P  | + / –     | Nr | Kierowca          | Konstruktor          | Okr. | Czas / Strata | Komentarz |
| -- | --------- | -- | ----------------- | -------------------- | ---- | ------------- | --------- |
| 1  | Bez zmian | 6  | Nico Rosberg      | Mercedes             | 53   | 1:26:43,333   |           |
| 2  | 1         | 33 | Max Verstappen    | Red Bull–TAG Heuer   | 53   | +0:04,978     |           |
| 3  | 1         | 44 | Lewis Hamilton    | Mercedes             | 53   | +0:05,776     |           |
| 4  | 2         | 5  | Sebastian Vettel  | Ferrari              | 53   | +0:20,269     |           |
| 5  | 3         | 7  | Kimi Räikkönen    | Ferrari              | 53   | +0:28,370     |           |
| 6  | 2         | 3  | Daniel Ricciardo  | Red Bull–TAG Heuer   | 53   | +0:33,941     |           |
| 7  | 2         | 11 | Sergio Pérez      | Force India–Mercedes | 53   | +0:57,495     |           |
| 8  | 1         | 27 | Nico Hülkenberg   | Force India–Mercedes | 53   | +0:59,177     |           |
| 9  | 3         | 19 | Felipe Massa      | Williams–Mercedes    | 53   | +1:37,763     |           |
| 10 | 1         | 77 | Valtteri Bottas   | Williams–Mercedes    | 53   | +1:38,323     |           |
| 11 | 4         | 8  | Romain Grosjean   | Haas–Ferrari         | 53   | +1:39,254     |           |
| 12 | 4         | 30 | Jolyon Palmer     | Renault              | 52   | +1 okr.       |           |
| 13 | Bez zmian | 26 | Daniił Kwiat      | Toro Rosso–Ferrari   | 52   | +1 okr.       |           |
| 14 | 3         | 20 | Kevin Magnussen   | Renault              | 52   | +1 okr.       |           |
| 15 | 3         | 9  | Marcus Ericsson   | Sauber–Ferrari       | 52   | +1 okr.       |           |
| 16 | 1         | 14 | Fernando Alonso   | McLaren–Honda        | 52   | +1 okr.       |           |
| 17 | 3         | 55 | Carlos Sainz Jr.  | Toro Rosso–Ferrari   | 52   | +1 okr.       |           |
| 18 | 4         | 22 | Jenson Button     | McLaren–Honda        | 52   | +1 okr.       |           |
| 19 | Bez zmian | 12 | Felipe Nasr       | Sauber–Ferrari       | 52   | +1 okr.       |           |
| 20 | 10        | 21 | Esteban Gutiérrez | Haas–Ferrari         | 52   | +1 okr.       |           |
| 21 | 1         | 31 | Esteban Ocon      | MRT–Mercedes         | 52   | +1 okr.       |           |
| 22 | 1         | 94 | Pascal Wehrlein   | MRT–Mercedes         | 52   | +1 okr.       |           |
| P  | + / –     | Nr | Kierowca          | Konstruktor          | Okr. | Czas / Strata | Komentarz |

### Najszybsze okrążenie
Źródło: Wyprzedź Mnie!
| Nr | Kierowca         | Konstruktor | Czas     | Okr. |
| -- | ---------------- | ----------- | -------- | ---- |
| 5  | Sebastian Vettel | Ferrari     | 1:35,118 | 36   |

## Prowadzenie w wyścigu
Źródło: Racing–Reference.info
| Nr                              | Kierowca         | Okrążenia   | Suma |
| ------------------------------- | ---------------- | ----------- | ---- |
| 6                               | Nico Rosberg     | 1-29, 34-53 | 48   |
| 5                               | Sebastian Vettel | 29-34       | 5    |
| \| Wykres \| \| ------ \| \| \| |                  |             |      |
| Wykres                          |                  |             |      |
|                                 |                  |             |      |

## Klasyfikacja po zakończeniu wyścigu

### Kierowcy
| P  | +/− | Kierowca          | Starty | Punkty | P1 | P2 | P3 | PP | NO | NS |
| -- | --- | ----------------- | ------ | ------ | -- | -- | -- | -- | -- | -- |
| 1  | 0   | Nico Rosberg      | 17     | 313    | 9  | 1  | 2  | 8  | 6  | 1  |
| 2  | 0   | Lewis Hamilton    | 17     | 280    | 6  | 3  | 4  | 8  | 3  | 2  |
| 3  | 0   | Daniel Ricciardo  | 17     | 212    | 1  | 4  | 1  | 1  | 3  | –  |
| 4  | 0   | Kimi Räikkönen    | 17     | 170    | –  | 2  | 2  | –  | 1  | 2  |
| 5  | +1  | Max Verstappen    | 17     | 165    | 1  | 4  | 1  | –  | –  | 2  |
| 6  | −1  | Sebastian Vettel  | 16     | 165    | –  | 3  | 3  | –  | 1  | 3  |
| 7  | 0   | Valtteri Bottas   | 17     | 81     | –  | –  | 1  | –  | –  | 1  |
| 8  | 0   | Sergio Pérez      | 17     | 80     | –  | –  | 2  | –  | –  | –  |
| 9  | 0   | Nico Hülkenberg   | 17     | 54     | –  | –  | –  | –  | 1  | 3  |
| 10 | +1  | Felipe Massa      | 17     | 43     | –  | –  | –  | –  | –  | 2  |
| 11 | −1  | Fernando Alonso   | 16     | 42     | –  | –  | –  | –  | 1  | 3  |
| 12 | 0   | Carlos Sainz Jr.  | 17     | 30     | –  | –  | –  | –  | –  | 3  |
| 13 | 0   | Romain Grosjean   | 16     | 28     | –  | –  | –  | –  | –  | 3  |
| 14 | 0   | Daniił Kwiat      | 16     | 25     | –  | –  | 1  | –  | 1  | 4  |
| 15 | 0   | Jenson Button     | 17     | 19     | –  | –  | –  | –  | –  | 5  |
| 16 | 0   | Kevin Magnussen   | 17     | 7      | –  | –  | –  | –  | –  | 3  |
| 17 | 0   | Jolyon Palmer     | 16     | 1      | –  | –  | –  | –  | –  | 4  |
| 18 | 0   | Pascal Wehrlein   | 17     | 1      | –  | –  | –  | –  | –  | 4  |
| 19 | 0   | Stoffel Vandoorne | 1      | 1      | –  | –  | –  | –  | –  | –  |
| 20 | 0   | Esteban Gutiérrez | 17     | 0      | –  | –  | –  | –  | –  | 3  |
| 21 | 0   | Marcus Ericsson   | 17     | 0      | –  | –  | –  | –  | –  | 4  |
| 22 | 0   | Felipe Nasr       | 17     | 0      | –  | –  | –  | –  | –  | 4  |
| 23 | 0   | Rio Haryanto      | 12     | 0      | –  | –  | –  | –  | –  | 3  |
| 24 | 0   | Esteban Ocon      | 5      | 0      | –  | –  | –  | –  | –  | –  |
| P  | +/− | Kierowca          | Starty | Punkty | P1 | P2 | P3 | PP | NO | NS |

### Konstruktorzy
| P  | +/− | Konstruktor               | Starty | Punkty | P1 | P2 | P3 | PP | NO | NS |
| -- | --- | ------------------------- | ------ | ------ | -- | -- | -- | -- | -- | -- |
| 1  | 0   | Mercedes                  | 34     | 593    | 15 | 4  | 6  | 16 | 9  | 3  |
| 2  | 0   | Red Bull Racing TAG Heuer | 33     | 385    | 2  | 8  | 3  | 1  | 3  | 1  |
| 3  | 0   | Ferrari                   | 33     | 335    | –  | 5  | 5  | –  | 2  | 5  |
| 4  | 0   | Force India Mercedes      | 34     | 134    | –  | –  | 2  | –  | 1  | 3  |
| 5  | 0   | Williams Mercedes         | 34     | 124    | –  | –  | 1  | –  | –  | 3  |
| 6  | 0   | McLaren Honda             | 34     | 62     | –  | –  | –  | –  | 1  | 8  |
| 7  | 0   | Toro Rosso Ferrari        | 34     | 47     | –  | –  | –  | –  | 1  | 8  |
| 8  | 0   | Haas Ferrari              | 33     | 28     | –  | –  | –  | –  | –  | 6  |
| 9  | 0   | Renault                   | 33     | 8      | –  | –  | –  | –  | –  | 7  |
| 10 | 0   | MRT Mercedes              | 34     | 1      | –  | –  | –  | –  | –  | 7  |
| 11 | 0   | Sauber Ferrari            | 34     | 0      | –  | –  | –  | –  | –  | 8  |
| P  | +/− | Kierowca                  | Starty | Punkty | P1 | P2 | P3 | PP | NO | NS |